# Lissachatina
Genre
Lissachatina est un genre d'escargots terrestres de la famille des Achatinidae.

## Liste des espèces
Selon GBIF (24 avril 2023) :
- Lissachatina albopicta (E.A.Smith, 1878)
- Lissachatina allisa (Reeve, 1849)
- Lissachatina bloyeti (Bourguignat, 1890)
- Lissachatina capelloi (Furtado, 1886)
- Lissachatina eleanorae (Mead, 1995)
- Lissachatina fulica (Bowdich, 1822) - espèce type[2]
- Lissachatina glaucina (E.A.Smith, 1899)
- Lissachatina glutinosa (L.Pfeiffer, 1854)
- Lissachatina immaculata (Lamarck, 1822)
- Lissachatina johnstoni (E.A.Smith, 1899)
- Lissachatina kilimae (Dautzenberg, 1908)
- Lissachatina lactea (Reeve, 1842)
- Lissachatina loveridgei (Clench & Archer, 1930)
- Lissachatina reticulata (L.Pfeiffer, 1845)
- Lissachatina zanzibarica (Bourguignat, 1879)

## Systématique
Le genre Lissachatina a été créé en 1950 par le naturaliste américain d’origine belge Joseph Charles Bequaert (1886-1982) initialement comme un sous-genre du genre Achatina.
Lissachatina a pour synonyme :
- Euaethiops Clench & Archer, 1930

## Publication originale
- (en) Joseph C. Bequaert, « Studies in the Achatininae, a group of African land snails », Bulletin of the Museum of Comparative Zoology, Cambridge, Musée de Zoologie comparée, vol. 105, no 1,‎ 1950, p. 1-216 (ISSN 0027-4100 et 1938-2987, OCLC 1641426, lire en ligne).